# Olimpíada de xadrez de 1970
A Olimpíada de xadrez de 1970 foi a 19.ª edição da Olimpíada de Xadrez organizada pela FIDE, realizada em Siegen entre os dias 5 e 27 de setembro. A equipe da União Soviética (Boris Spassky, Tigran Petrosian, Victor Korchnoi, Lev Polugaevsky, Vassily Smyslov, Efim Geller) conquistou a medalha de ouro, repetindo o feito das edições anteriores, seguidos da Hungria (Lajos Portisch, Levente Lengyel, István Bilek, Győző Forintos, István Csom, Zoltán Ribli) e Iugoslávia (Svetozar Gligorić, Borislav Ivkov, Milan Matulović, Aleksandar Matanović, Bruno Parma, Dragoljub Minić).

## Quadro de medalhas
| Tabuleiro | Ouro                     | Prata               | Bronze                                     |
| 1.º       | URS Boris Spassky        | USA Bobby Fischer   | DEN Bent Larsen                            |
| 2.º       | YUG Borislav Ivkov       | MGL Tudev Ujtumen   | GER Lothar Schmid                          |
| 3.º       | ENG William Hartston     | YUG Milan Matulović | URS Viktor Korchnoi NED Christian Langeweg |
| 4.º       | YUG Aleksandar Matanović | TCH Jan Smejkal     | URS Lev Polugaevsky                        |
| 1.º res   | USA William Lombardy     | HUN István Csom     | URS Vassily Smyslov                        |
| 2.º res   | PHI Samuel Estimo        | ALB Eqrem Konçi     | NOR Leif Øgaard                            |